# Metropolia di Lambi, Syvritos e Sfakia

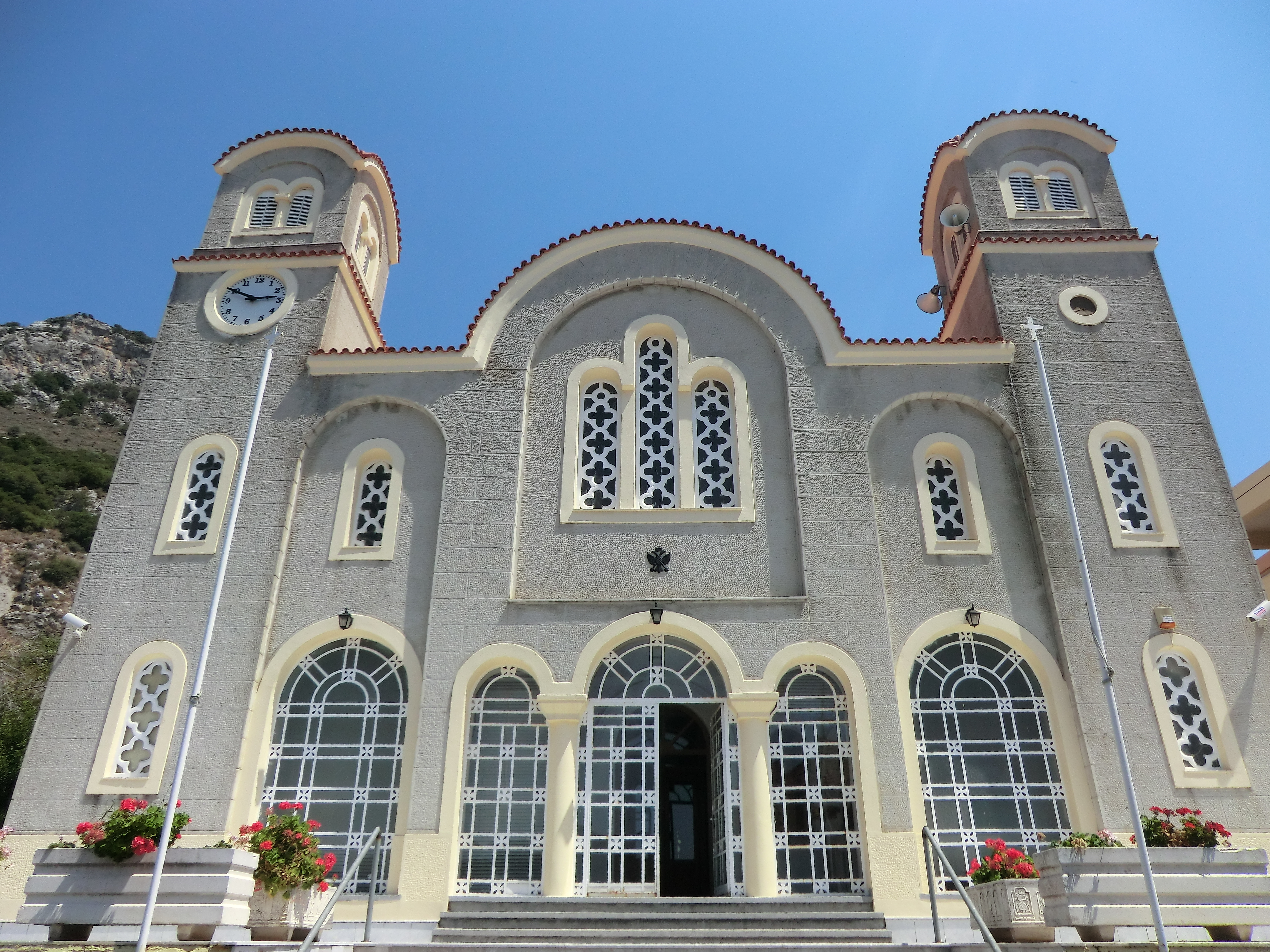
La cattedrale di San Paolo a Spili.

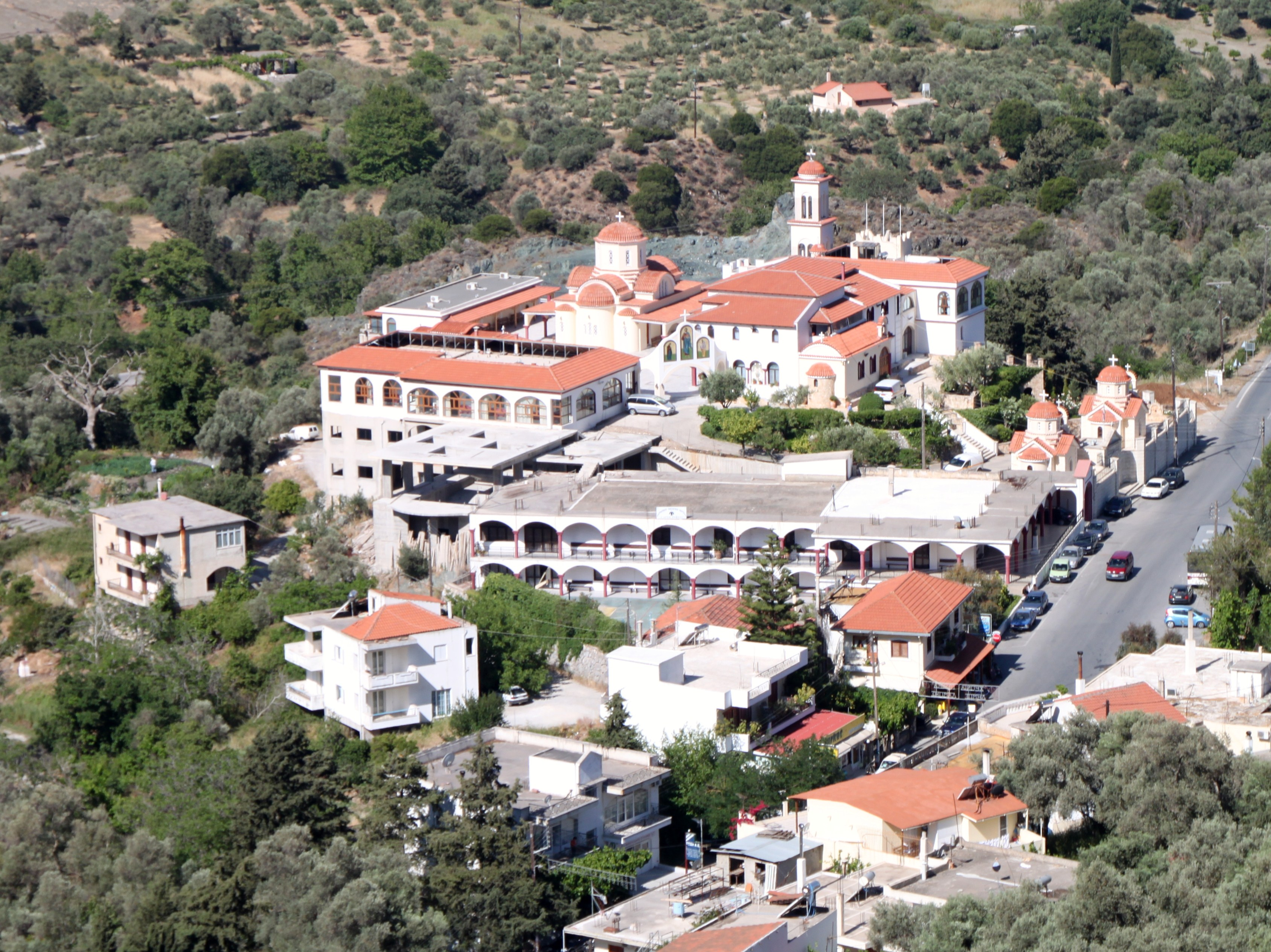
Vista aerea del complesso della cattedrale.

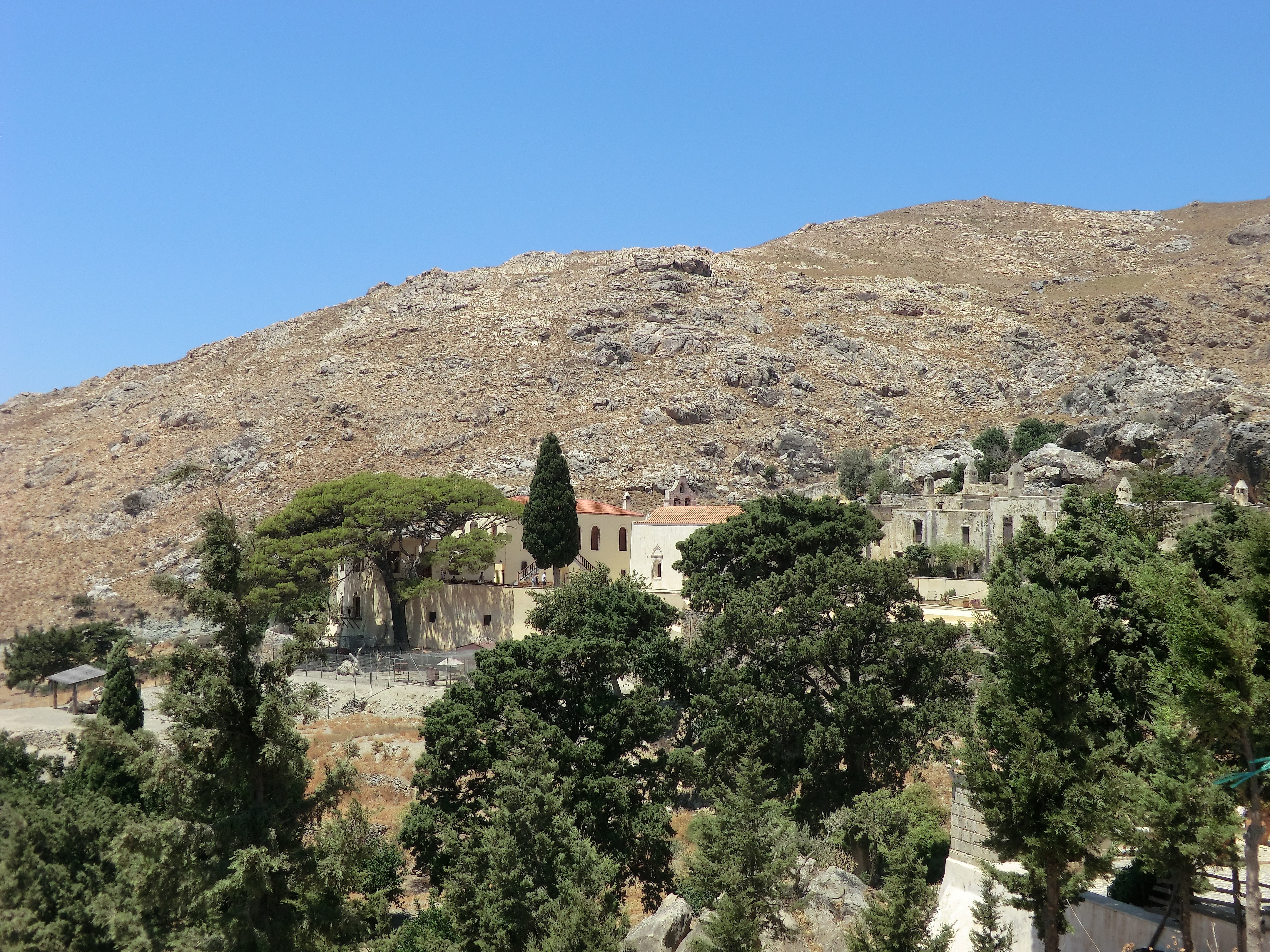
Il monastero di Preveli.

La metropolia di Lambi, Syvritos e Sfakia (in greco: Ιερά Μητρόπολις Λάμπης, Συβρίτου και Σφακίων) è una delle 8 metropolie che, assieme all'arcidiocesi di Creta, costituiscono la Chiesa di Creta, una Chiesa ortodossa semiautonoma sotto il Patriarcato ecumenico di Costantinopoli.
Dal 22 febbraio 1990 metropolita di Lambi, Syvritos e Sfakia è Ireneo Mesarchakis.

## Territorio
La metropolia comprende la parte meridionale dell'unità periferica di Retimo, nei comuni di Agios Vasileios e Amari, e parte del comune di Sfakia, nell'unità periferica di La Canea.
Sede della metropolia è la città di Spili, nell'ex comune di Lambi, ora capoluogo del comune di Agios Vasileios, dove si trova la cattedrale di San Paolo.

## Storia
La presente metropolia trae le sue origini dall'antica diocesi di Lappa. Sono documentati diversi episcopi Lappae o Lampae dal V all'VIII secolo. Paolo e Demetrio presero parte ai concili ecumenici di Efeso (431) e di Calcedonia (451). Prosdocio sottoscrisse nel 458 la lettera dei vescovi di Creta all'imperatore Leone in seguito all'uccisione del patriarca alessandrino Proterio. Nel 667 nell'isola si tenne un concilio, presieduto dal metropolita Paolo, nel quale il vescovo Giovanni di Lappa fu dichiarato colpevole e imprigionato; riuscito a fuggire, si appellò a papa Vitaliano, il quale, in un sinodo romano, lo riconobbe innocente. Lo stesso Giovanni prese parte al concilio di Costantinopoli del 680. Infine il vescovo Epifanio partecipò al secondo concilio di Nicea nel 787.
Nell'820 Creta fu conquistata dagli Arabi, che vi fondarono un emirato sopravvissuto fino al 961, quando l'isola venne ripresa dai Bizantini; questi restaurarono le strutture cristiane, che erano state soppresse durante il periodo arabo, e le antiche sedi vescovili. In questa fase della storia ecclesiastica dell'isola, la sede di Lappa è nota con il nome antico, ma anche come "diocesi di Calamona"; con questo termine, durante la dominazione veneta, si indicava un territorio del quale faceva parte anche l'antica città di Lappa. Probabilmente, la distruzione dell'antica città episcopale ad opera degli Arabi aveva imposto la scelta di una nuova sede per i vescovi di Lappa, sempre all'interno del territorio dell'antica diocesi.
Questa variazione nel nome della diocesi sembra essere documentata anche dalle Notitiae Episcopatuum del patriarcato di Costantinopoli: infatti le Notitiae del IX e del X secolo hanno il nome di Lampai o Lampé, mentre in alcune recensioni della Notitia del XII secolo si trova il titolo di Kalamòn, ma non quello di Lampé.
In seguito alla conquista veneziana dell'isola (1212), le diocesi greche esistenti furono amministrate da vescovi di rito latino e sottomesse al metropolita latino dell'arcidiocesi di Candia. Verso la metà del XVII secolo Creta fu conquistata dagli Ottomani: ebbero così fine tutte le strutture cattoliche dell'isola, mentre venne contestualmente restaurata la gerarchia greco-ortodossa.
La diocesi di Lappa fu restaurata con il suo antico nome, noto d'ora in avanti come Lambi, e la sede vescovile fu trasferita dapprima nel villaggio di Lampini e poi, nel 1831, nel monastero di Preveli. Nel 1831 la diocesi si ingrandì con Sfakia e il suo territorio. Per un breve periodo, dal 1845 al 1863, la diocesi fu soppressa e annessa all'arcidiocesi di Creta. Nel 1886 la sede episcopale fu nuovamente trasferita nel monastero del Santo Spirito a Kissos e poi, nel 1900, in quello di Asomaton, presso Monastiráki (comune di Amari). Il 20 dicembre 1900 assunse ufficialmente il nome di "diocesi di Lambi e Sfakia".
Nel 1932 la diocesi fu per una seconda volta soppressa e il suo territorio incorporato in quello della metropolia di Retimo e Aulopotamo. Il 24 ottobre 1835 fu restaurata; in quest'occasione la sede fu ancora una volta trasferita, nella località di Spili. Il 25 settembre 1962 la diocesi fu elevata dal patriarca di Costantinopoli al rango di metropolia.
Il 4 dicembre 2000 la metropolia ha assunto il nome attuale, in ricordo dell'antica diocesi di Subrita, la cui sede, Syvritos, si trova nel territorio della metropolia.

## Cronotassi
- Paolo † (menzionato nel 431)
- Demetrio † (menzionato nel 451)
- Prosdocio † (menzionato nel 458)
- Giovanni † (prima del 667 - dopo il 680)
- Epifanio † (menzionato nel 787)
- Nettario † (prima del 1723 - 1729 deceduto)[10]
- Manasse † (tra il 1768 e il 1777 - 1779 deceduto)[10]
- Matteo † (1779/1780 - ? dimesso o deposto)[10]
- Pamfilo † (? - 1788 deceduto)[10]
- Metodio † (1788 ? - 9 luglio 1793 deceduto)[10]
- Ieroteo † (1793/95 - 24 giugno 1821 deceduto)[10]
- Nicodemo Soumpasakis † (2 febbraio 1832 - 17 giugno 1845 deceduto)[11]
  - Sede soppressa (1845-1863)
- Paisio Pergaminos † (22 maggio 1863 - 8 febbraio 1883 deceduto)[11]
- Eumenio Xiroudakis † (28 dicembre 1886 - 12 maggio 1898 eletto metropolita di Creta)[11]
- Agatangelo Papadakis † (agosto 1900 - 11 giugno 1928 deceduto)[11]
  - Sede soppressa (1932-1935)
- Eumenio Fanourakis † (10 maggio 1936 - 2 gennaio 1956 deceduto)[11]
- Isidoro Rousochatzakis † (25 agosto 1956 - 17 ottobre 1968 deceduto)[11]
- Teodoro Tzedakis † (17 febbraio 1975 - 6 ottobre 1987 eletto metropolita di Retimo)[11]
- Ireneo Mesarchakis, dal 22 febbraio 1990